# Salina (genre)
Pour les articles homonymes, voir Salina.
Genre
Salina est un genre de collemboles de la famille des Entomobryidae.

## Liste des espèces
Selon Checklist of the Collembola of the World (version du 19 décembre 2019) :
- Salina (Salina) MacGillivray, 1894
  - Salina affinis Folsom, 1899
  - Salina anhuiensis Ma, 2012
  - Salina auriculae Lin, 1985
  - Salina banksi MacGillivray, 1894
  - Salina bellinii Oliveira & Cipola, 2018
  - Salina bengalensis Mitra, 1966
  - Salina beta Christiansen & Bellinger, 1980
  - Salina bicincta (Börner, 1909)
  - Salina bicinctoides Yosii, 1960
  - Salina bicolor Oliveira & Cipola, 2018
  - Salina bidentata (Handschin, 1927)
  - Salina biformis Mitra, 1966
  - Salina brasiliana Oliveira & Cipola, 2018
  - Salina bulbosa (Salmon, 1957)
  - Salina celebensis (Schäffer, 1898)
  - Salina choudhurii Mitra, 1973
  - Salina cingulata (Handschin, 1925)
  - Salina colombiana de Lima Oliveira & Cipola, 2016
  - Salina cornelia Fernando, 1959
  - Salina dedoris Mari Mutt, 1987
  - Salina dubiosa Denis, 1936
  - Salina fallaciosa Yoshii, 1994
  - Salina grieta Tyagi & Baijal, 1979
  - Salina griscescens Yosii, 1961
  - Salina hamadae Oliveira & Cipola, 2018
  - Salina hermana Mari Mutt, 1987
  - Salina indica (Imms, 1910)
  - Salina insignis (Handschin, 1928)
  - Salina jane Fernando, 1960
  - Salina javana (Handschin, 1928)
  - Salina kirkbyae (Pierce, 1960)
  - Salina maculiflora de Lima Oliveira & Cipola, 2016
  - Salina maculipenis Oliveira & Cipola, 2018
  - Salina milloti Delamare Deboutteville, 1948
  - Salina montana (Imms, 1912)
  - Salina multiseta Yosii & Ashraf, 1965
  - Salina mutabilis Lee & Park, 1989
  - Salina nigra Delamare Deboutteville, 1948
  - Salina obscura (Handschin, 1925)
  - Salina okinawana Yoshii, 1983
  - Salina pallida Carpenter, 1916
  - Salina panamae Jacquemart, 1982
  - Salina peruana Oliveira & Cipola, 2018
  - Salina pictura Nguyen, 2001
  - Salina pulchella Goto, 1955
  - Salina quattuorfasciata (Handschin, 1928)
  - Salina scotti Carpenter, 1916
  - Salina serrana Oliveira & Cipola, 2018
  - Salina sinensis Lin, 1985
  - Salina speciosa Kinoshita, 1917
  - Salina striata (Handschin, 1928)
  - Salina sulcata (Ritter, 1911)
  - Salina thibaudi Soto-Adames, 2010
  - Salina timorensis Yoshii & Suhardjono, 1992
  - Salina tocantinensis Oliveira & Cipola, 2018
  - Salina transversalis Yosii, 1961
  - Salina tricolor (Handschin, 1928)
  - Salina trilineata Delamare Deboutteville, 1948
  - Salina trilobata (Schött, 1896)
  - Salina tristani Denis, 1931
  - Salina unisetosa Oliveira & Cipola, 2018
  - Salina ventricolor Gruia, 1983
  - Salina veturia Fernando, 1959
  - Salina vietnamensis Stach, 1965
  - Salina wolcotti Folsom, 1927
  - Salina woroae Yoshii & Yayuk, 1989
  - Salina yoshikawai Yosii, 1961
  - Salina yosiii Salmon, 1964
  - Salina yunnanensis Denis, 1929
  - Salina zhangi Bellini & Cipola, 2017
- Salina (Linasa)  Bellinger & Ellis, 1997
  - Salina borneensis Yoshii, 1981
  - Salina fasciata (Handschin, 1928)
  - Salina greensladeae Yoshii & Suhardjono, 1989
  - Salina moluccana Yoshii & Suhardjno, 1992
  - Salina mulcahyae Christiansen & Bellinger, 1980
  - Salina pallens Yoshii, 1981
  - Salina saikehi Yoshii, 1983
- Salina (Narisa) Yoshii & Suhardjno, 1992
  - Salina oceanica Yoshii, 1989

## Publication originale
- MacGillivray, 1894 : North American Thysanura – V. The Canadian Entomologist, vol. 26, no 4, p. 105–110 (texte intégral).